# Sioux Falls Challenger 2024
Il Sioux Falls Challenger 2024 è stato un torneo maschile di tennis professionistico. È stata la 1ª edizione del torneo, facente parte della categoria Challenger 75 nell'ambito dell'ATP Challenger Tour 2024, con un montepremi di 82 000 $. Si è giocato dal 21 al 27 ottobre 2024 sui campi in cemento indoor di Sioux Falls, negli Stati Uniti.

## Partecipanti

### Teste di serie
| Nazionalità | Giocatore           | Ranking* | Testa di serie |
| ----------- | ------------------- | -------- | -------------- |
| Stati Uniti | Christopher Eubanks | 120      | 1              |
| Stati Uniti | Mitchell Krueger    | 149      | 2              |
| Stati Uniti | Zachary Svajda      | 163      | 3              |
| Polonia     | Maks Kaśnikowski    | 171      | 4              |
| Kazakistan  | Dmitrij Popko       | 173      | 5              |
| Stati Uniti | Patrick Kypson      | 177      | 6              |
| Stati Uniti | Nishesh Basavareddy | 195      | 7              |
| Stati Uniti | Brandon Holt        | 196      | 8              |

* Ranking al 14 ottobre 2024.

### Altri partecipanti
I seguenti giocatori hanno ricevuto una wild card per il tabellone principale:
- Kyle Edmund
- Matthew Forbes
- Colton Smith

I seguenti giocatori sono entrati in tabellone come special exempt:
- Murphy Cassone
- Govind Nanda

Il seguente giocatore è entrato in tabellone con il ranking protetto:
- Alastair Gray

Il seguente giocatore è entrato in tabellone come alternate:
- Bor Artnak

I seguenti giocatori sono passati dalle qualificazioni:
- Antoine Ghibaudo
- Cooper Woestendick
- Borna Gojo
- Keegan Smith
- Martin Borisiouk
- Andres Martin

Il seguente giocatore è entrato in tabellone come lucky loser:
- Omni Kumar

## Punti e montepremi
| Torneo    | Torneo              | V     | F     | SF    | QF    | 2T    | 1T  | Q | Q2  | Q1  |
| Singolare | Punti               | 75    | 44    | 22    | 12    | 6     | 0   | 4 | 2   | 0   |
| Singolare | Premi in denaro ($) | 9 880 | 5 820 | 3 450 | 2 000 | 1 165 | 720 | – | 360 | 185 |
| Doppio    | Punti               | 75    | 44    | 22    | 12    | –     | 0   | – | –   | –   |
| Doppio    | Premi in denaro ($) | 4 250 | 2 450 | 1 480 | 880   | –     | 500 | – | –   | –   |

## Campioni

### Singolare
Borna Gojo ha sconfitto in finale  Colton Smith con il punteggio di 6–1, 7–5.

### Doppio
Liam Draxl /  Cleeve Harper hanno sconfitto in finale  Ryan Seggerman /  Patrik Trhac con il punteggio di 7–5, 6–3.